# 山際淳司
山際 淳司（やまぎわ じゅんじ、1948年7月29日 - 1995年5月29日）は日本のノンフィクション作家・小説家・翻訳家。本名：犬塚 進(いぬづか すすむ)。神奈川県横須賀市（現・逗子市域）生まれ。
息子はコンサルタント、ライター・犬塚星司。

## 略歴
神奈川県立横須賀高等学校、中央大学法学部一部法律学科卒業。大学在学中、『別冊経済評論』1972年5月号に『高石ともやの歌（フォーク）と心（ハート）』と『言語と感性』の2本のルポを発表し文筆活動を開始。前者は「山際淳司」のペンネームで、後者は本名の犬塚進名義で書かれた。犬塚進名義では、『週刊サンケイ』に人物ルポを執筆するなどしていたが、その頃から、独自の視点、詳細な描写、読んで飽きさせない表現などで認められていた。
1980年に発行された文藝春秋の『Sports Graphic Number』の創刊号に「山際淳司」のペンネームを用いて、『江夏の21球』というノンフィクションを執筆した。この作品が大きく評判となり、たちまち山際はスポーツ・ノンフィクション作家としての地位を確立する。以後、さまざまなスポーツをテーマにした作品などを発表した。
『江夏の21球』などを収録した作品集『スローカーブを、もう一球』で、1981年に第8回角川書店日本ノンフィクション賞を受賞した。
理知的な風貌、紳士的な語り口でテレビなどにも進出。1981年4月からはNHK教育テレビの番組『若い広場』の司会を、1994年4月からはNHK総合テレビの『サンデースポーツ』のメインキャスターを務め、アサヒビールの「スーパードライ」などいくつかのCMでもイメージキャラクターとして起用された。
1995年5月29日、胃癌による肝不全のため46歳で急逝した。『サンデースポーツ』のキャスターを降板した直後のことであった。

## 作風
山際の手法は、対象となる人物に直接会って徹底的に話を聞くなどの取材を重ねた上で自らの視点で取材結果を冷静に分析し、その視点から全くぶれることなく、分析結果とも言える文章を書いていくというものであった。ともすれば表面的な話を通り一遍の根性論などで片づける傾向が強かった日本のスポーツジャーナリズムの中にあって、徹底的な取材と冷静な分析、そしてそれに裏打ちされた分かりやすい文章は、それまで見られなかったものであり、その手法は高く評価されていた。

## 出演
- キャノン・アウトドア・スタジオ〜風に吹かれて〜（エフエム東京）
- スーパーサッカー（TBS）- VTRコーナーでビートたけしと共演。

## 著書

### ノンフィクション
単著
- 『スローカーブを、もう一球』（角川書店, 1981年） ISBN 978-4-04-872315-2
- 『Give up：オフコース・ストーリー』（飛鳥新社, 1982年） ISBN 4041540011
- 『阪神タイガース：プロ野球グラフィティ』（新潮社, 1983年） ISBN 4101290024
- 『ナックル・ボールを風に：スポーツをめぐる14の物語』（筑摩書房, 1983年） ISBN 978-4-480-05049-6
- 『逃げろ、ボクサー』（角川書店, 1983年） ISBN 978-4-04-872364-0 （題材はカワイジム所属選手・大橋克行）
- 『山男たちの死に方：雪煙の彼方に何があるか：遭難ドキュメント』（ベストセラーズ, 1984年） ISBN 4584300224
- 『ダグアウトの25人』（ベースボール・マガジン社, 1985年） ISBN 978-4-583-02508-7
- 『空が見ていた』（角川書店, 1985年） ISBN 4-04-154051-8
- 『エンドレス・サマー』（角川書店, 1985年） ISBN 4-04-154052-6
- 『ベースボール・スケッチブック：24のプロ野球物語』（講談社, 1985年） ISBN 4-06-183447-9
- 『ルーキー：もう一つの清原和博物語』（毎日新聞社, 1987年） ISBN 978-4-620-30561-5
- 『バットマンに栄冠を』（角川書店, 1988年） ISBN 9784041540558
- 『ニューヨークは笑わない』（徳間書店, 1989年） ISBN 9784191239784
- 『スタジアムで会おう』（朝日新聞社, 1992年） ISBN 9784022564870
- 『彼らの夏、ぼくらの声』（日本文芸社, 1994年） ISBN 9784537050332
- 『風たちの伝説』（河出書房新社, 1995年） ISBN 9784309010052
- 『みんな山が大好きだった』（中央公論新社, 1995年）『山男たちの死に方』の改題 ISBN 9784122023635
- 『最後の夏：一九七三年巨人・阪神戦放浪記』（マガジンハウス, 1995年）ISBN 978-4-8387-0616-7 文庫化の際『男たちのゲームセット：巨人・阪神激闘記』に改題 ISBN 9784041540633
- 『海と風の冒険：海のF1・アメリカズ・カップへの道』（ぶんか社, 1995年） ISBN 9784821105090
- 『山際淳司スポーツ・ノンフィクション傑作集成』（文藝春秋, 1995年） ISBN 9784163507200
- 『みんな山が大好きだった 改版』中央公論新社〈中公文庫BIBLIO〉、2003年。ISBN 4-12-204212-7。
- 『スローカーブを、もう一球 改版』KADOKAWA〈角川文庫〉、2012年。ISBN 978-4-04-100327-5。
- 『江夏の21球』KADOKAWA〈角川新書〉、2017年。ISBN 978-4-04-082162-7。
- 『衣笠祥雄最後のシーズン』KADOKAWA〈角川新書〉、2018年。ISBN 978-4-04-082265-5。
- 『たった一人のオリンピック』KADOKAWA〈角川新書〉、2020年。ISBN 978-4-04-082386-7。

共著他
- （蔦文也）『強うなるんじゃ!：ブンと生徒たちの泣き笑い高校野球：蔦文也vs山際淳司語りつくし激論集』（集英社, 1983年） ISBN 4-08-780035-0
- （山際淳司、共同通信社著、青柳秀雄ほか記録編執筆）『挑戦と栄光と：昭和スポーツ史・64の激闘譜』（共同通信社, 1989年） ISBN 9784764102194
- （山際淳司文、熊谷嘉尚写真）『栄光は風に：アメリカズ・カップの挑戦者たち』（講談社, 1992年） ISBN 9784062059855

### フィクション・小説
- 『夏の終りにオフサイド』（筑摩書房, 1985年） ISBN 9784041540046
- 『北北東の風、マイナス三度』（講談社, 1986年） ISBN 9784061844100
- 『リングロード9』（筑摩書房, 1987年） ISBN 9784480023599
- 『海へ、ボブスレー』（講談社, 1987年） ISBN 9784062033206
- 『気まぐれにフリースロウ』（講談社, 1988年） ISBN 9784062038034
- 『リヴァプール・キャッツの冒険』（集英社, 1989年） ISBN 9784087727227
- 秋元康、鷲尾いさ子、安西水丸、山際淳司著ほか『イヴの贈り物』（講談社, 1991年） ISBN 9784062056755
- 『ノーサイドの笛がきこえるまでは：少女カオリとリヴァプール・キャッツの冒険』（PHP研究所, 1991年） ISBN 9784569534657
- 常盤新平、原田宗典、谷村志穂、山際淳司著ほか『誘惑の芳香』（講談社, 1992年） ISBN 4-06-263986-6
- 『湾岸ホテル』（祥伝社, 1992年） ISBN 9784396322717
- 『ゴルファーは眠れない』（角川書店, 1992年） ISBN 9784041540596
- 山際淳司著、今泉伸二作画『北のオオカミ』（集英社, 1993年） ISBN 9784087030044
- 片岡義男、橋本治、平中悠一、チチ松村、山際淳司著ほか『冬・恋の物語』（集英社, 1994年） ISBN 9784087482492
- 『タッチ・タッチ・ダウン』（実業之日本社, 1995年） ISBN 9784408532691
- 『イエロー・サブマリン』（小学館, 1998年） ISBN 9784094025316
- 『ミスターダブルボギーに神のお恵みを』（小学館, 1999年） ISBN 9784094025323

### その他（エッセイなど）
- 『いつかまた、プレイボール』（角川書店, 1985年） ISBN 9784041540534
- 『野球雲の見える日』（潮出版社, 1986年） ISBN 978-4-267-01078-1
- 『そして今夜もエースが笑う』（角川書店, 1987年） ISBN 9784041540541
- 『真夜中のスポーツライター』（角川書店, 1989年） ISBN 9784041540565
- 『グッドラック：スポーツの国の旅人たちへ』（日本経済新聞社, 1990年） ISBN 9784122024434
- 『アメリカスポーツ地図』（角川書店, 1991年） ISBN 9784041540572
- 『ダブルボギークラブへようこそ』（マガジンハウス, 1994年） ISBN 9784041540626
- 『自由と冒険のフェアウェイ』（中央公論社, 1995年） ISBN 9784120025075
- 『ウィニング・ボールを君に』（実業之日本社, 1996年） ISBN 9784408532752

## 翻訳
- ピーター・キャメロン著 『ママがプールを洗う日』（筑摩書房, 1988年） ISBN 448083091X
- ホセ・トーレス著 『ビッグファイト、ビッグマネー：マイク・タイソン「拳の告白」』（竹書房, 1990年） ISBN 978-4884750671
- カール・ルイス、ジェフリー・マークス著 『カール・ルイス：アマチュア神話への挑戦』（日本テレビ放送網, 1991年） ISBN 4820391178
- J.ボーズウエル、R.バレット著 『お父さんと遊ぼう!：「家庭先進国」アメリカの父親学』（講談社, 1992年） ISBN 9784062056465
- デヴィッド・アップダイク著 『カプチーノを二つ』（集英社, 1992年） ISBN 9784087731316
- ピーター・キャメロン著 『うるう年の恋人たち』（筑摩書房, 1992年） ISBN 9784480831255
- ピーター・キャメロン著 『ウィークエンド』（筑摩書房, 1996年） ISBN 9784480831682

## 映像
- 限りなき挑戦：鉄人・衣笠 栄光の軌跡（東京放送・パックインビデオ,1987年）ビデオソフト（リポーター・インタビュアーとして出演）

## その他
- オフコース解散の裏側を追った「Give Up」執筆のときに起こったゴタゴタで、「もう音楽業界はやらない」と決め、スポーツ分野に集中した。
- 登山家の長谷川恒男の遭難に衝撃を受け、『山男たちの死に方』を再版する際に『みんな山が大好きだった』に改題した。
- ジェフユナイテッド市原に在籍していたピエール・リトバルスキーの自伝において、監修および巻末の解説（11ページ）を執筆している。
  - ピエール・リトバルスキー著、山際淳司監修『Litti -ピエール・リトバルスキー自伝-』同朋舎出版、1994年、337頁。ISBN 9784810420890。
- 山際の死後、妻の山際澪（ペンネーム）が単行本を出版している。
  - 山際澪著『急ぎすぎた旅人-山際淳司』（講談社, 1998年） ISBN 9784062093200
- 角川文庫では、死後10年以上、著者プロフィール欄に故人である旨を一切記していなかったが、近年になってようやく没年を表記するようになった。